# 1621-es busz
Az 1621-es jelzésű autóbusz egy országos autóbuszjárat volt, amely Zalaegerszeget kötötte össze Tapolcával.
Útvonalának hossza Tapolca felé 81,1 km, Zalaegerszeg felé az egyik járatnak 81,1 km, a másik járatnak 82,5 km volt. Menetideje Tapolca felé 2 óra 4 perc (124 perc) és 2 óra 6 perc (126 perc) volt, Zalaegerszeg felé 2 óra 2 perc (122 perc) és 2 óra 5 perc (125 perc) volt.
Négy járat szállította az utasokat; az egyik Tapolca–Zalaegerszeg járat csak szabad- és munkaszüneti napokon közlekedett.
A 2023. június 17-ei menetrend módosításokkal a Volánbusz Zrt. megszüntette az autóbuszvonalat.

## Megállóhelyei
| 0  | Zalaegerszeg, autóbusz-állomás végállomás     | 36 | 1, 2E, 4, 5, 6, 7, 9, 14, 21, 25, 27 1185, 1187, 1188, 1499, 1503, 1562, 1620, 1622, 1625, 1639, 1641, 1642, 1658, 1665, 1667, 1668, 1670, 1726, 1738, 1786, 1806, 1808 6162, 6200, 6201, 6205, 6210, 6211, 6213, 6214, 6215, 6216, 6217, 6218, 6219, 6220, 6221, 6222, 6226, 6230, 6231, 6235, 6237, 6238, 6239, 6240, 6241, 6242, 6243, 6245, 6246, 6247, 6248, 6250, 6255, 6258, 6262, 6268, 6275, 6277, 6278, 6287, 6292, 6296, 6458, 6898 |
| 1  | Zalaegerszeg, Vízmű                           | ∫  | 2, 2A, 12, 12A, 19, 21, 22 1625, 1658, 1665, 1670, 1786, 1806, 1808 6200, 6201, 6205, 6210, 6211, 6213, 6214, 6215, 6216, 6217, 6219, 6220, 6221, 6222, 6226, 6230, 6231, 6296 |
| 2  | Zalaegerszeg (Pózva), Külsőkórház bejárati út | 35 | 3, 13 1620, 1670, 1738, 1786 6205, 6210, 6211, 6213, 6296 |
| 3  | Zalaegerszeg (Pózva), autóbusz-forduló        | ∫  | 3, 13 1670 6205, 6210, 6211, 6213, 6296 |
| 4  | Zalaszentiván, Berek csárda                   | 34 | 1670, 1738, 1786 6205, 6210, 6211, 6213, 6296 |
| 5  | Zalaszentiván, Zrínyi utca 4.                 | ∫  | 1620, 1670 6205, 6210, 6211, 6213, 6296 |
| 6  | Zalaszentiván, vasútállomás bejárati út       | 33 | 1670, 1738 6205, 6210, 6211, 6213, 6296 személyvonat, expresszvonat, InterCity, Pannónia InterRégió |
| 7  | Alibánfa, bejárati út                         | 32 | 1670, 1738 6205, 6210, 6211, 6213, 6296 |
| 8  | Kemendollár, Kossuth utca 30.                 | 31 | 1620, 1670, 1738, 1786 6210, 6211, 6213, 6296 |
| 9  | Pókaszepetk, Petőfi utca 160.                 | 30 | 1670, 1738 6210, 6211, 6213, 6296 |
| 10 | Pókaszepetk, posta                            | 29 | 1620, 1670, 1738, 1786 6210, 6211, 6213, 6214, 6296 |
| 11 | Pókaszepetk, Petőfi utca 25.                  | ∫  | 1670 6211, 6213, 6296 |
| 12 | Pakod, Rózsa utca                             | 28 | 1620, 1670, 1738, 1786 6211, 6213, 6296 |
| 13 | Pakod, dötki elágazás                         | 27 | 1620, 1670, 1738, 1786 6211, 6213, 6296 |
| 14 | Zalabér, bérbaltavári elágazás                | 26 | 1636, 1670, 1738 6211, 6213, 6296, 6777 |
| 15 | Zalabér, bejárati út                          | 25 | 1620, 1670, 1738, 1786 6211, 6213, 6296, 6777 |
| 16 | Zalabér, autóbusz-váróterem                   | 24 | 1620, 1636, 1666, 1670, 1738 6211, 6213, 6296, 6320 |
| 17 | Zalabér, Csúcsdomb                            | ∫  | 1670 6211, 6296, 6320 |
| 18 | Zalaszentgrót (Tüskeszentpéter), bejárati út  | 23 | 1620, 1636, 1666, 1670, 1738 6211, 6296, 6320 |
| 19 | Zalaszentgrót (Aranyod), Hegy utca            | ∫  | 1636, 1670 6211, 6296, 6320 |
| 20 | Zalaszentgrót (Aranyod), autóbusz-váróterem   | 22 | 1636, 1666, 1670, 1738 6211, 6296, 6320 |
| 21 | Zalaszentgrót (Aranyod), Zrínyi-telep         | 21 | 1670, 1738 6211, 6296, 6315, 6316, 6320 |
| 22 | Zalaszentgrót, autóbusz-állomás               | 20 | 1194, 1216, 1620, 1636, 1666, 1670, 1738 6211, 6217, 6296, 6303, 6306, 6307, 6309, 6310, 6315, 6316, 6320, 6386, 6387 |
| 23 | Zalaszentgrót, TÜZÉP                          | 19 | 1738 6211, 6296, 6303, 6320 |
| 23 | Türje, Szentgróti utca 9.                     | 18 | 1216, 1620, 1738 6211, 6296, 6320, 6386 |
| 24 | Szalapa, bejárati út                          | 17 | 1738 6296, 6386, 7773 |
| 25 | Óhíd, Petőfi utca                             | 16 | 1738 6296, 6386, 6391, 7773 |
| 26 | Óhíd, autóbusz-forduló                        | 15 | 1738 6296, 6386, 6391, 7770, 7773 |
| 27 | Mihályfa, óhidi elágazás                      | 14 | 1216, 1620, 1738, 1786 6296, 6386, 6391, 7770, 7773 |
| 28 | Mihályfa, kisvásárhelyi elágazás              | 13 | 1738 6296, 6391, 7770, 7773 |
| 29 | Sümeg, (Nyírlakpuszta) bejárati út            | 12 | 1738, 1786 6296, 6391, 7770, 7773 |
| 30 | Sümeg, vasútállomás bejárati út               | 11 | 1216, 1738 6296, 6391, 7770, 7773 személyvonat, Helikon Interrégió |
| 31 | Sümeg, autóbusz-állomás                       | 10 | 1216, 1620, 1664, 1673, 1724, 1725, 1727, 1738, 1786, 1794 6296, 6391, 6395, 6396, 7387, 7397, 7398, 7722, 7736, 7751, 7752, 7753, 7754, 7755, 7757, 7759, 7770, 7771, 7773, 7781, 7782, 7811, 7841, 7842, 7936 |
| 32 | Uzsa, vasútállomás bejárati út                | 9  | 1664, 1738 7722, 7736 személyvonat |
| 33 | Uzsa, erdészeti telep                         | 8  | 1664, 1727, 1738 7722, 7736 |
| 34 | Uzsai elágazás                                | 7  | 1664, 1727, 1738 7722, 7736 személyvonat |
| ∫  | Uzsa, Lázhegy utca                            | 6  | 7722, 7736 |
| 34 | Uzsai elágazás                                | 5  | 1664, 1727, 1738 7722, 7736 személyvonat |
| 35 | Lesenceistvánd, Egészségház                   | 4  | 1625, 1664, 1727, 1738 6350, 7721, 7722, 7730, 7736 |
| 36 | Lesencetomaj, autóbusz-váróterem              | 3  | 1625, 1664, 1727, 1732, 1738 6350, 6361, 7721, 7722, 7730, 7736 |
| 37 | Tapolca, Stadion utca                         | 2  | helyi járat 1212, 1625, 1636, 1664, 1714, 1727, 1732, 1736, 1738 6218, 6350, 6361, 7357, 7721, 7722, 7730, 7736 |
| 38 | Tapolca, Keszthelyi út                        | 1  | helyi járat 1212, 1625, 1636, 1664, 1714, 1727, 1732, 1736, 1738 6218, 6350, 6361, 7357, 7711, 7721, 7722, 7730, 7736 |
| 39 | Tapolca, autóbusz-állomás végállomás          | 0  | helyi járat 1212, 1215, 1216, 1569, 1625, 1636, 1664, 1714, 1717, 1727, 1732, 1736, 1738 6218, 6350, 6361, 6364, 7357, 7369, 7370, 7371, 7700, 7701, 7703, 7704, 7705, 7706, 7707, 7708, 7709, 7710, 7711, 7721, 7722, 7730, 7736, 7742, 7757, 7836, 7929, 7942 |